# 고진한
고진한(1964년~2015년)은 대한민국의 화가이다.

## 생애
1964년 강원도 영월군 출생. 인천으로 이주 하여 인천에서 자랐다. 서울대학교 미술대학 서양화과 학사 졸업 후 같은 대학 대학원 서양화과 석사 졸업을 마쳤다. 2005년부터 2015년까지 대구대학교 회화과 교수로 재직했다. 2014년, 그의 마지막 개인전인 '깊은-그림' 이외 18회의 개인전과 다수의 단체전 경력이 있다. 2015년 4월, 작고했다.

## 작품
작가의 그림에는 과일이 등장한다. 사과 같기도 하고 복숭아처럼 보이기도 하는 과일이 화면을 가득 채우고 있다. 그러나 그 그림은 단순한 과일이 아니라 ‘사과’를 닮은 이미지이다. 그 이미지는 도수가 맞지 않는 안경을 끼고 그림을 보는 것처럼 흐리고 희미하다. 작가가 이처럼 명확하지 않은 이미지를 그리는 이유는 세상의 불확실성을 나타내기 위해서이다. 깊이 들여다보면 사물도, 사람도, 세상도 사실은 수학 공식처럼 확실하지 않다는 작가의 생각이 담겨 있는 것이다. 그의 작업은 이처럼 불확실성의 미학에 대한 탐구라 할 수 있다.
1. ↑  “아트허브 :: 고진한展”. 2019년 6월 16일에 확인함.